# النزاعات الحدودية السوفيتية اليابانية
النزاعات الحدودية السوفيتية اليابانية (باليابانية: 日ソ国境紛争؛ بالروسية: Советско-японские пограничные конфликты) سلسلة من النزاعات الحدودية المسلحة وقعت بين الاتحاد السوفيتي واليابان خلال الفترة ما بين عامي 1932 و1939.
قبيل الاحتلال الياباني لمانشوكو دخل الاتحاد السوفيتي في نزاعات مسلحة مع الصين على حدود منشوريا (طالع النزاع الصيني السوفيتي (1929))، فبعد تمكّن اليابان من احتلال مانشوكو وكوريا وجّهت اليابان نواياها العسكرية نحو الأراضي السوفيتية حيث دارت العديد من المناوشات العسكرية المستمرة على الحدود اليابانية السوفيتية بمنطقة منشوريا.
أدى التوسع الياباني في منطقة شمال شرق الصين المتاخمة للشرق الأقصى الروسي (السوفيتي) والنزاعات حول خط ترسيم الحدود إلى تصاعد التوترات مع الاتحاد السوفيتي، مع انتهاك الجانبين للحدود في كثير من الأحيان واتهام كل منهما الآخر بانتهاك الحدود. حارب السوفييت واليابانيون، بما في ذلك الدولتين العميلتين لكل منهما منغوليا (الجمهورية الشعبية المنغولية) ومانشوكو، في سلسلة من المناوشات الحدودية الصغيرة المتصاعدة والحملات العقابية من عام 1935 وحتى النصر السوفيتي المنغولي على اليابانيين في معارك خالخين غول في عام 1939 التي حلت النزاع وأعادت الحدود إلى ما كانت عليه قبل الحرب.
ساهمت النزاعات الحدودية السوفيتية اليابانية بصورة كبيرة في توقيع اتفاقية الحياد السوفيتية اليابانية في عام 1941.
مقدمة (تمهيد)

## انتهاكات الحدود
في أعقاب الغزو الياباني لمنشوريا في عام 1931، تكررت انتهاكات حدود مانشوكو المبهمة ومنغوليا والاتحاد السوفيتي. كانت معظم الانتهاكات عبارة عن سوء تفاهم، لكن بعضها كانت أعمال تجسس مقصودة. وفقًا للجيش الياباني الإمبراطوري، فقد حدث 152 نزاعًا على الحدود بين عامي 1932 و1934، ويرجع ذلك إلى حد كبير إلى أن السوفييت وجدوا أنه من الضروري جمع المعلومات الاستخبارية داخل منشوريا. من جانبهم، ألقى السوفييت اللوم على اليابانيين في 15 حالة انتهاك حدودي، و6 اختراقات جوية، و20 حادثة «تهريب لجاسوس» في عام 1933 وحده. أُبلغ عن مئات الانتهاكات الأخرى من قبل الجانبين خلال السنوات التالية. وما زاد الطين بلة، أن الدبلوماسية والثقة بين السوفييت واليابانيين قد تراجعت أكثر في هذه السنوات، إذ أُطلق على اليابانيين علانية صفة «أعداء فاشيين» في مؤتمر الكومنترن (الشيوعية الدولية) السابع في يوليو 1935.

## اشتباكات بسيطة

### 1935
حدث الاشتباك الأول بإطلاق النار في بداية عام 1935. منذ ذلك الحين وحتى أبريل 1939، سجل الجيش الإمبراطوري الياباني 108 حالة مماثلة. في 8 يناير 1935، وقع أول اشتباك مسلح، حادثة هالهامياو (باليابانية 哈爾哈廟事件, Haruhabyō jiken)، على الحدود بين منغوليا ومانشوكو. قام عشرات من رجال سلاح الفرسان في جيش الشعب المنغولي بتجاوز حدود منشوريا بالقرب من بعض مناطق الصيد المتنازع عليها، واشتبكوا مع وحدة حراسة تابعة لجيش مانشوكو الإمبراطوري مكونة من 11 فردًا بالقرب من المعبد البوذي في هالهامياو، التي كانت بقيادة مستشار عسكري ياباني. تكبد جيش مانشوكو خسائر طفيفة، حيث أصيب 6 وتوفي اثنان، من بينهم الضابط الياباني. لم يتعرض المنغوليون لأي إصابات، وانسحبوا عندما أرسل اليابانيون حملة تأديبية لاستعادة المنطقة المتنازع عليها. أُرسلت سريتي سلاح فرسان آلية، وسرية مدفع رشاش، وفصيلة تانكت (دبابة صغيرة) واحتلت هذه النقطة لمدة ثلاثة أسابيع دون مقاومة.
في يونيو 1935، تبادل اليابانيون والسوفييت إطلاق النار مباشرة لأول مرة عندما تعرضت دورية يابانية مكونة من 11 رجلًا إلى الغرب من بحيرة خانكا لهجوم من قبل 6 فرسان سوفييت، من المفترض أن الحادثة حصلت داخل أراضي مانشوكو. في معركة إطلاق النار، قُتل جندي سوفييتي، وأُسر حصانين. عندما طلب اليابانيون من السوفييت إجراء تحقيق مشترك في القضية، رفض السوفييت الطلب.
في أكتوبر 1935، كان 9 من حرس الحدود الياباني و32 من حرس مانشوكو ينشئون موقع عسكري، على بعد حوالي 20 كم شمال سويفنهي، عندما هاجمتهم قوة من 50 جنديًا سوفييتيًا. فتح السوفييت النار عليهم بالبنادق و5 مدافع رشاشة ثقيلة. وفي الاشتباك الذي تلا ذلك، قُتل جنديان يابانيان و4 جنود من مانشوكو، وأصيب 5 آخرون. قدم ممثل الشؤون الخارجية لمانشوكو احتجاجًا شفهيًا إلى القنصل السوفيتي في سويفنهي. كما أرسل جيش كوانتونغ التابع للجيش الإمبراطوري الياباني ضابط استخبارات للتحقيق في مكان الاشتباك.
في 19 ديسمبر 1935، اشتبكت وحدة تابعة لجيش مانشوكو تقوم بعملية استطلاعية جنوب غرب بحيرة بوير مع فرقة منغولية، وحسب التقارير أُسر عشرة جنود. بعد خمسة أيام، قام 60 من القوات المنغولية المتنقلة عبر شاحنات بالاعتداء على قوات مانشوكو وصدتهم قوات مانشوكو، وتكبدت مانشوكو 3 قتلى خلال ذلك. في اليوم نفسه، في بروندرز، حاول الجنود المنغوليون طرد قوات مانشوكو ثلاث مرات في ذلك اليوم، ثم مرة أخرى في الليل، لكن كل المحاولات باءت بالفشل. حدثت المزيد من المحاولات الصغيرة لطرد قوات مانشوكو من قواعدها الأمامية في يناير، مع استخدم المنغوليون هذه المرة الطائرات في مهماتهم الاستطلاعية. بسبب وصول قوة صغيرة من القوات اليابانية في ثلاث شاحنات، فشلت هذه المحاولات أيضًا مع عدد قليل من الخسائر على الجانبين. عدا الأسرى العشرة الذين أُسروا، فإن الخسائر المنغولية خلال هذه الاشتباكات غير معروفة.

### 1936
في فبراير 1936، أُصدر أمر للمقدم سوجيموتو ياسو بتشكيل كتيبة من فوج الفرسان الرابع عشر، وعلى حد تعبير المقدم كاساي هيجورو: «ليخرج المنغوليون الدخلاء القادمين من منغوليا الخارجية من منطقة أولانخودوك». شملت كتيبة سوجيموتو مدافع سلاح الفرسان والمدافع الرشاشة الثقيلة وعدة تانكت. وقد تجمع ضده 140 منغوليًا، مجهزين بمدافع رشاشة ثقيلة ومدفعية خفيفة. في 12 فبراير، نجح رجال سوجيموتو في طرد المنغوليين جنوبًا، وكلفهم ذلك 8 رجال قتلى وجرح 4 وتدمير تانكت واحدة. بعد ذلك، بدأوا في الانسحاب، لكنهم تعرضوا للهجوم من قبل 5-6 سيارات مصفحة منغولية وقاذفتي قنابل، ما أدى خلال وقت قصير إلى خسائر فادحة للرتل الياباني. لتجنب حدوث هذا الأمر مرة أخرى حصلت الوحدة على دعم المدفعية، الذي مكنها من تدمير أو إيقاف السيارات المصفحة.
في مارس 1936، وقعت حادثة توران (باليابانية タ ウ ラ ン 事件، توران جيكين). في هذه المعركة، استخدم كل من الجيش الياباني والجيش المنغولي عددًا صغيرًا من المركبات القتالية المدرعة والطائرات العسكرية. وقعت حادث توران في مارس 1936 نتيجة لمهاجمة 100 من القوات المنغولية و6 من القوات السوفيتية واحتلالها قرية توران المتنازع عليها التابعة لمنغوليا، وطردهم الحامية الصغيرة لمانشوكو خلال العملية. كانوا مدعومين من قبل حفنة من القاذفات الخفيفة والسيارات المحصنة، مع ذلك فشلت غاراتهم الجوية في إلحاق أي أضرار باليابانيين، وأسقطت ثلاثة منها (طائرات) برشاشات يابانية ثقيلة. قامت القوات اليابانية المحلية بالهجوم المضاد، وقامت بالعشرات من الغارات على القرية، ثم هاجمتها في النهاية بـ 400 رجل و10 تانكت. وكانت النتيجة هزيمة للمنغوليين، إذ قتل 56 جنديًا، من بينهم 3 مستشارين سوفييت، وأصيب عدد غير معروف. الخسائر اليابانية بلغت 27 قتيلًا و9 جرحى.
في وقت لاحق من مارس 1936، كان هناك صدام آخر على الحدود، هذه المرة بين اليابانيين والسوفييت. دفعت تقارير عن انتهاكات للحدود الجيش الكوري الياباني إلى إرسال عشرة رجال على متن شاحنة للتحقيق، لكن المجموعة نفسها تعرضت لكمين من قبل 20 جنديًا روسيًا تابعين للمفوضية الشعبية للشؤون الداخلية (إن كي في دي) نُشروا على مسافة 300 متر داخل الأراضي التي طالب بها اليابانيون. بعد تكبدها العديد من الخسائر، انسحبت الدورية اليابانية، وجلبت 100 رجل في غضون ساعات كتعزيزات، اللذين طردوا السوفييت بدورهم. إلا أن القتال اندلع في وقت لاحق من اليوم عندما (إن كي في دي) أيضًا تعزيزات. وبحلول الليل، توقف القتال وانسحب الجانبان. وافق السوفييت على إعادة جثتي جنديين يابانيين لقيا حتفهما في القتال، والذي اعتبرته الحكومة اليابانية أمرًا مشجعًا.
في أوائل أبريل عام 1936، قُتل ثلاثة جنود يابانيين بالقرب من سفينهو، في واحدة من العديد من الاشتباكات الصغيرة التي بالكاد موثقة. إلا أن هذا الحادث كان جديرًا بالذكر لأن السوفييت أعادوا مرة أخرى جثث الجنود القتلى.